# São Bernardo (Maranhão)
São Bernardo is een gemeente in de Braziliaanse deelstaat Maranhão. De gemeente telt 26.615 inwoners (schatting 2009).